# الألم المزمن في مرحلة الطفولة
يؤثر الألم المزمن في مرحلة الطفولة على 5% على الأقل من الأطفال تحت سن 18 عامًا، وفقًا للدراسات الوبائية المحافظة. وزادت معدلات الألم المزمن لدى الأطفال في السنوات العشرين الماضية. على الرغم من أن حالات الألم المزمن تختلف اختلافًا كبيرًا في شدتها، فإنها غالبًا ما تؤثر على الأطفال فيما يخص الصحة النفسية والأداء الأكاديمي وأنشطة الحياة اليومية والمشاركة الاجتماعية ونوعية الحياة. تتأثر نتائج الألم المزمن في مرحلة الطفولة بعدد من العوامل منها العوامل الديموغرافية والوراثة وإمكانية الحصول على خدمات إعادة التأهيل والدعم المدرسي والأسري.

## التصنيف والوبائيات
يعرّف الألم المزمن بأنه ألم يستمر من 3 إلى 6 أشهر على الأقل، وتتجاوز مدته وقت الشفاء القياسي في حالات الإصابة أو الجراحة. يقدم التصنيف الدولي الحادي عشر للأمراض سبع فئات لتشخيص الألم المزمن:
- الألم الأولي المزمن
- ألم السرطان المزمن
- الألم المزمن بعد الجراحة وبعد الإصابة
- ألم الأعصاب المزمن
- الصداع المزمن وآلام الفم والوجه
- الألم الحشوي المزمن
- الألم العضلي الهيكلي المزمن[3]

يمكن أن يُسبب عدد من الحالات الألم المزمن في مرحلة الطفولة يُذكر منها:
- ألم مزمن في البطن
- صداع مزمن
- متلازمة الألم الناحي المركب
- الألم العضلي الليفي المتفشي اليفعي
- الالتهاب المفصلي الروماتويدي اليفعي

## التدبير
يمكن علاج الألم المزمن من خلال طرق متعددة، ويختلف التدبير حسب نوع الحالة وشدتها. تشمل أدوية الألم الشائعة الموصوفة للأطفال الباراسيتامول والإيبوبروفين والأسبرين. وجد الباحثون أيضًا أن العلاجات النفسية مفيدة في تقليل الإعاقة الوظيفية لدى الأطفال الذين يعانون من الألم المزمن. وجد تحليل تلوي أجراه كريستوفر إكليستون وزملاؤه أن العلاج المعرفي السلوكي قلل كثيرًا من شدة الألم لدى الأطفال الذين يعانون من الصداع المزمن. يمكن أيضًا استخدام الارتجاع البيولوجي والعلاج بالاسترخاء مع العلاج المعرفي السلوكي لعلاج الألم المزمن. وجدت الأبحاث التي أجريت حتى الآن آثارًا طفيفة في تحسين العافية النفسية، ولكن النتائج الأفضل كانت في تخفيف الألم.
يهدف تدبير الألم المزمن لدى الأطفال أيضًا إلى مساعدة الطفل وعائلته في إعادة الاندماج ضمن روتين أكثر فعالية وتخفيف معاناتهم اليومية. يتغير التركيز من تخفيف الألم الفوري إلى تعزيز التحسينات الوظيفية إلى جانب تدبير الألم. نظرًا إلى إمكانية وجود أسباب معقدة مختلفة للألم المزمن في مرحلة الطفولة، تشير البيانات الحالية إلى أن العلاج الشامل متعدد التخصصات مهم وغالبًا ما يكون النهج الأكثر نجاحًا لتحقيق الهدأة أو تدبير الأعراض. يتضمن نهج العلاج هذا عادة مجموعة من العلاجات، بما في ذلك العلاج الوظيفي والعلاج الفيزيائي والأدوية وعلم نفس الألم وتثقيف الوالدين.
تتضمن العلاجات متعددة التخصصات تطبيق استراتيجيات الحد من الألم والتأقلم معًا. مثلًا، يساعد العلاج الوظيفي المرضى على أداء أنشطة ذات مغزى للشعور بالتحسن. يُعلم المعالجون الوظيفيون الأطفال استراتيجيات إضعاف الحساسية الحسية بالإضافة إلى توفير بعض التعديلات والتعويضات لأداء الأنشطة اليومية الصعبة ووضع جدول يومي لدعم المشاركة في أنشطة ذات مغزى. قد يحسن اختصاصيو العلاج الفيزيائي من القوة والقدرة على التحمل، بينما يركز الاختصاصيون النفسيون على التثقيف النفسي والتعرض السلوكي والتدريب على الاسترخاء. يتلقى الآباء أيضًا تثقيفًا نفسيًا لتطوير استراتيجيات عائلية لتدبير سلوكيات الألم والتغلب على العقبات المحتملة من أجل تسهيل الانتقال الناجح إلى البيئة المنزلية.

## النتائج

### التعليم
غالبًا ما يتداخل الألم المزمن مع قدرة الأطفال على الحضور في المدرسة والنجاح فيها. يغيب الأطفال الذين يعانون من اضطرابات شديدة عن المدرسة بسبب الألم المُضني والمواعيد الطبية. ترتبط معدلات الغياب المرتفعة عن المدرسة بضعف التكيف والعافية النفسية والاجتماعية لدى الأطفال المصابين بأمراض مزمنة. يمكن أن تقدم المناطق التعليمية مجموعة متنوعة من الخدمات للأطفال الذين يعانون من اضطرابات ألم مزمن شديدة، من بينها تعليم المرضى المقيمين في المستشفى وتعليم المرضى المقيمين في المنزل والتعليم الخاص. توفر خدمات الدعم مثل العلاج الوظيفي أدوات ومعدات مخصصة وتعديلات على البيئة لتحسين مشاركة الطفل في الأدوار والأنشطة التعليمية.

#### تعليم المرضى المقيمين في المستشفى
توظف بعض المستشفيات مدرسين أو تتعاقد معهم لمساعدة الأطفال الموجودين ضمن رعاية المرضى المقيمين في إنجاز واجباتهم المدرسية. يكون معلمو المستشفيات مجازين بتدريس مجموعة متنوعة من الأعمار والموضوعات. ذكرت دراسة أجراها ستاينك وآخرون أن نحو ثلث معلمي المستشفيات قالوا إن أعمار طلابهم أو المواد التي يدرسونها تكون خارج مجالات شهادتهم. عدد معلمي المستشفيات آخذ في التناقص بسبب انخفاض معدلات دخول المستشفى للمعالجة وقصر مدة الإقامة فيها.

#### التعليم المنزلي
يُقدم التعليم المنزلي للطلاب الذين يغيبون عن المدرسة في أكثر من 15 يومًا على التوالي في الكثير من المناطق التعليمية في الولايات المتحدة. يتكون التعليم المنزلي عادة من 45 دقيقة من التعليم يوميًا في منزل الطفل. قد يحصل الطلاب أيضًا على إمكانية الوصول إلى خدمات الدعم في المنزل من خلال خطة التعليم المنفرد أو خطة 504، تشمل هذه الخدمات العلاج الوظيفي أو العلاج الفيزيائي أو علاج النطق عند الحاجة. نفذت دول أخرى، بما في ذلك أستراليا وبلجيكا، برامج تستخدم التكنولوجيا بهدف تضمين الطلاب المصابين بأمراض مزمنة في جلسات الصف العادية، وكانت لهذه البرامج نتائج إيجابية. يعتقد الكثير من منتقدي التعليم المنزلي أنه ليس بديلًا كافيًا عن التعلم في الصف. يغيب الكثير من الأطفال الذين يعانون من آلام مزمنة غيابًا متقطعًا لا طويلًا، ما يجعلهم غير مؤهلين للحصول على خدمات التعليم المنزلي. حتى عندما يكون التعليم المنزلي خيارًا متاحًا، فإنه يكون صعبًا على الطلاب الآتين من خلفيات ذات دخل منخفض أو محرومة. تتطلب البرامج عادة جهاز كمبيوتر واتصالًا بالإنترنت ومساحة هادئة ومضاءة جيدًا وإشراف الوالدين، وهي لوازم قد تكون مرهقة للأسر المحرومة اقتصاديًا.